# 泉アツノ
泉 アツノ（いずみ アツノ、1925年7月9日 - ）は、日本の占い師。白蛇占いで人気があった。

## 来歴
特筆のない限り、この節の出典は著書『こんなん出ましたけど』による。
大阪市東区（現中央区）の生まれ。子供の頃から霊感があったという。
最初は歌手を目指していた。1939年に宝塚歌劇団29期生として、若梅昌子（わかうめ あきこ）の芸名で在籍。宝塚歌劇団は1944年に退団。その後上京し、古賀政男の下に弟子入りして「泉あつ子」の芸名をもらい、日本コロムビア所属となって歌手として活動していたが、うまくいかず、大阪へ戻る。そして「画数は15画がいいということを聞いたから」といった理由で、自分で「泉アツノ」を名乗るようになる。
1950年代は大阪で、テレビの舞台中継などでミヤコ蝶々、榎本健一らと共演したことがあり、関西テレビなどで時代劇の端役として出演していたこともあった。その後結婚するも離婚。宝塚歌劇団時代の先輩が経営していたクラブの手伝いを始めたのがきっかけで、後に大阪の北新地でクラブのママとなって務めていたこともあった。
その後、心理学者で当時日本占術協会会長だった浅野八郎の助言もあって、子供の頃からあった霊感を生かして、霊感、憑依を得意とした占い師として活動を始める。浅野が澤田隆治（当時朝日放送在籍）を連れて来て泉に会わせたことがきっかけとなって、霊能者としてテレビ出演もするようになる。当初は自分の店のPRを兼ねての出演だった。後に浅野とは、『相性診断!あなたと私はピッタンコ』（関西テレビ・フジテレビ）で共演している。その後出家し仏門にも入る。1980年代末頃から、白蛇占いでのテレビ出演が増え、1989年には、その占いで決め台詞のように発していた「こんなん出ましたけど～」が、新語・流行語大賞で流行語部門・大衆賞を受賞した。
1990年代末頃より、親族らに「テレビに出ない方がいい」といった助言を受け、以後テレビ出演を控えている。占いも、自宅で主に知人相手に行うなど続けている。
2013年12月31日、フジテレビで放送されたバラエティ番組『ムシカエシ!』で「一世風靡した占い師に2014年を占ってもらおう」という企画で泉に出演依頼の連絡を試みて、在籍していた日本占術協会に彼女の所在を問い合わせたところ、「現在、泉は高齢（88歳）のため引退している」との返答があり、出演はなかった。

## 白蛇占いと「こんなん出ましたけど～」
「白蛇が泉の体に降りてくる」というもので、色々な質問や相談事に対し、指を印を切る形に組み、気張ったような声を絞り出して、その占いの回答をしていた。「汝」「男（おのこ）」「女子（おなご）」などの言葉が出て来る台詞が特徴でもあった。そして最後、「エイッ!」といった後に笑顔で、そして可愛い声で「こんなん出ましたけど～」と言うのが一連の流れであった。和服姿で紫色の頭巾を被ったという衣装が主だった。なお、頭巾を被っていたのも、前述の浅野八郎の助言がきっかけだった。
「こんなん出ましたけど～」の台詞は、三浦雄一郎を占った時に、良い結果が出ず「こんなん出てしまいまして、すみません」という謝罪のつもりで言った言葉が始めだったという。

## 出演

### テレビ
- 相性診断!あなたと私はピッタンコ （関西テレビ制作、フジテレビ系）
- ライオンのいただきます （フジテレビ）
- 必殺スペシャル・秋 仕事人vs仕事人 徳川内閣大ゆれ! 主水にマドンナ（朝日放送）

「白蛇占い師・お駒」役で出演。
- パック2（北海道放送）
- 風の武士 （関西テレビ制作、フジテレビ系） - 1960年 - 1961年
- 邦ちゃんのやまだかつてないテレビ （フジテレビ） - 1989年10月25日、1991年2月13日

山田邦子と「Wアツノ」というキャラクターで出演したこともあった。
- あの人は今!?（日本テレビ）

他

### CM
- ポッカコーポレーション「おみくじソーダ」(1991年)
- サークルK

## 著書
- 幸せづくりおまじない （1985年1月 刊、成美堂出版）
- 泉アツノの白蛇霊の世界 （1986年6月 刊、かんき出版）
- こんなん出ましたけど （1989年11月 刊、関西テレビ）